# Fisch (Familienname)
Fisch ist ein deutscher Familienname.

## Namensträger
- Asher Fisch (* 1958), israelischer Dirigent und Pianist
- Bernhard Fisch (1926–2020), deutscher Autor
- Cora Fisch (* 1952), deutsche Objektkünstlerin und Malerin
- Donat Fisch (* 1956), Schweizer Jazzmusiker
- Else Fisch (1876–nach 1950), deutsche Politikerin (DDP)
- Erika Fisch (1934–2021), deutsche Leichtathletin
- Florian Fisch (Schauspieler) (* 1978), deutscher Film- und Theaterschauspieler
- Florian Fisch (Journalist) (* 1978), Schweizer Wissenschaftsjournalist, Buchautor und promovierter Biochemiker
- Hans Ulrich Fisch (1583–1647), Schweizer Glasmaler und Buchillustrator
- Heinrich Fisch (1925–2008), deutscher Pädagoge und Sozialwissenschaftler
- Isidor Fisch (1905–1934), deutscher Emigrant, Geschäftspartner von Bruno Hauptmann
- Johannes Fisch (1757–1819), Schweizer Unternehmer, Philanthrop und Chronist aus Appenzell Ausserrhoden
- Jörg Fisch (1947–2024), Schweizer Historiker
- Juliane Fisch (* 1987), deutsche Schauspielerin
- Klaus Fisch (1893–1975), deutscher Maler
- Manfred Norbert Fisch (* 1951), deutscher Ingenieur und Hochschullehrer
- Margit Fisch (* 1961), deutsche Urologin und Wissenschaftlerin
- Menachem Fisch (* 1948), israelischer Philosoph
- Michael Fisch (* 1964), deutscher Literaturwissenschaftler und Schriftsteller
- Nathaniel Fisch, US-amerikanischer Physiker
- Olga Fisch (1901–1990), ungarische Malerin und Teppich-Designerin (tätig v. a. in Ecuador)
- Roberto Fisch (1956–2012), Schweizer Offizier
- Rudolf Fisch (Mediziner) (1856–1946), Schweizer Missionsarzt
- Rudolf Fisch (Psychologe) (* 1939), deutscher Psychologe
- Sabine Fisch (* 1970), österreichische Autorin
- Stefan Fisch (* 1952), deutscher Geschichtswissenschaftler
- Ted Fisch, australischer Skirennfahrer, nordischer Kombinierer und Skispringer
- Ugo Fisch (1931–2019), Schweizer Mediziner und Hochschullehrer
- Walter Fisch (Geologe) (1893–1977), Schweizer Geologe
- Walter Fisch (1910–1966), deutscher Politiker (KPD)
- Willy Fisch (1886–1963), deutscher Offizier und General der Flieger